# Salvatore Ottolenghi
Salvatore Ottolenghi (4 de julio de 1831, Asti -  20 de marzo de 1895, Milán) político, y abogado italiano, presentó un programa para el curso de la policía científica, en el cual desarrollaba sus sistemas de enseñanza, aplicados en la Facultad de medicina en Siena, Italia, desde ese año hasta después de 1915.
Nació en 1831 en Asti, entonces parte de la provincia de Alejandría, se convirtió en un abogado y más tarde fue elegido senador del Reino 1891. Cubrió numerosos cargos públicos, entre ellos el de presidente de los empleados de la Sociedad Nacional mutuo soccorso tra gli impiegati, en este caso por más de 24 años.
A su muerte en 1895, dejó una rica colección de textos jurídicos, compuesto por 1.335 volúmenes y 228 folletos. A la muerte de su esposa, Fanny Finzi en mayo de 1919, sus herederos lo donaron todo a la Biblioteca Nacional Braidense, donde sigue.